# Aeroportul Kaélé
Aeroportul Kaélé (IATA: KLE, ICAO: FKKH) este un aeroport din Provincia Extrem Nord, Camerun ce deservește zona Kaélé. A fost numit după zona deservită.
Situat la o altitudine de 389 m, aeroportul dispune de o singură pistă.